# Ester Dean
Esther Dean est une auteure-compositrice-interprète américaine et actrice, née le 15 avril 1986.

## Biographie
Esther Renay Dean est née à Muskogee, dans l'Oklahoma. Elle vit à Tulsa puis, à la fin de son adolescence, déménage à Omaha, au Nebraska. Après des études à Omaha North High School, elle s'installe à Atlanta, en Géorgie, pour finalement s'établir à Los Angeles, en Californie.

## Carrière

### 2006-2010
Lorsqu'elle déménage à Los Angeles, elle devient une auteure-compositrice à succès. Elle est présentée à Polow Da Don. Plus tard, elle signe chez Zone 4 Records / Interscope Records, période durant laquelle, elle a participé à la création d'un catalogue de chansons qu'elle a écrit ou coécrit pour d'autres artistes, comme Britney Spears, Rihanna, Mary J. Blige, Monica,  Keri Hilson, Keyshia Cole, Kelly Rowland, Girlicious, Katy Perry, Trey Songz, Kelly Clarkson, Ciara, Usher, Chris Brown, Nicki Minaj, Pia Toscano, Ginuwine, Teyana Taylor, Scotty McCreery, Beyoncé Knowles et Christina Aguilera, entre autres.
Elle a coécrit des chansons figurant sur Step Up 3D original Motion Picture Soundtrack (2010) et Burlesque: Original Motion Picture Soundtrack (2010)[Quoi ?]. Elle a également coécrit Super Bass, une piste bonus pour Nicki Minaj, le premier album Pink Friday (2011). La chanson a été bien reçue par la critique et le public[réf. nécessaire]. Super Bass est sorti en single et a atteint la position de numéro trois sur le Hot 100.

### Depuis 2011
Elle travaille sur son premier album studio et est en tournage pour un son qui convient à sa voix unique, qu'elle dit elle-même « dure » et « rappeuse ». Elle fait une apparition dans L'Âge de glace 4.
Elle interprète le rôle de Cynthia Rose dans The Hit Girls (Pitch Perfect) en 2013 puis dans ses suites, Pitch Perfect 2 et Pitch Perfect 3.
En 2019, elle intègre le jury de l'émission Songland (en) sur NBC, aux côtés de Ryan Tedder et Shane McAnally.

## Discographie
Productrice de disques signés à la Zone 4 Records / Interscope Records, elle est plus notable pour sa double apparition dans la bande originale de Rio (2011) et son single Drop It Low qui présentait le chanteur Chris Brown. Elle a également écrit des chansons avec de nombreux artistes dont Nicki Minaj, Katy Perry, Beyoncé, Mary J. Blige, Christina Aguilera, Kelly Clarkson, Ciara, Nicole Scherzinger, Usher, Kelly Rowland, Girlicious, Rihanna, R. Kelly, Britney Spears, Soulja Boy Tell 'Em, Pia Toscano, Tinie Tempah et Lil Wayne.

### Album
- À paraître : UnderESTAmated[1]

### Singles
| Titre                                                      | Année | chart positions | chart positions | chart positions | chart positions | Album                 |
| Titre                                                      | Année | US              | US R&B          | US Pop          | AUS             | Album                 |
| ---------------------------------------------------------- | ----- | --------------- | --------------- | --------------- | --------------- | --------------------- |
| Drop It Low (featuring Chris Brown )                       | 2009  | 46              | 38              | 35              | —               | More than a Game (en) |
| Love Suicide (Tinie Tempah featuring Ester Dean)           | 2011  | —               | —               | —               | —               | Disc-Overy            |
| Invincible (MGK featuring Ester Dean)                      | 2011  | 108             | 60              | —               | —               | Lace Up               |
| We've Only Just Begun (Michael Woods featuring Ester Dean) | 2011  | —               | —               | —               | —               | TBA                   |
| Get My Dough                                               | 2014  | —               | —               | —               | —               | TBA                   |
| Twerk'n 4 Birk'n                                           | 2014  | —               | —               | —               | —               | TBA                   |
| Crazy Youngsters                                           | 2015  | —               | —               | —               | 99              | Pitch Perfect 2 OST   |
| New Shit'                                                  | 2015  | —               | —               | —               | —               | Miss Ester Dean       |

### Clips vidéos
| Titre            | Années | Directeur |
| ---------------- | ------ | --------- |
| Drop It Low      | 2009   | Inconnue  |
| Invincible       | 2012   | Inconnue  |
| Bam Bam          | 2014   | Inconnue  |
| baby Making Love | 2014   | Inconnue  |
| New Shit         | 2015   | Inconnue  |

### Composition
- My Boo des Girlicious (2008) 12 aout
- It's Mine des Girlicious (2008) 12 aout
- Whatcha Think About That (feat. Missy Elliot) des Pussycat Dolls (2008)
- Never Ever (feat. Young Jeezy) de Ciara (2009)
- Rude Boy de Rihanna (2009)
- Lil Freak (feat. Nicki Minaj) d'Usher (2010)
- Guilty (feat. T.I.) d'Usher (2010)
- Not Myself Tonight de Christina Aguilera (2010)
- Woohoo (feat. Nicki Minaj) de Christina Aguilera (2010)
- I Hate Boys de Christina Aguilera (2010)
- Vanity de Christina Aguilera (2010)
- Firework de Katy Perry (2010)
- Peacock de Katy Perry (2010)
- What's My Name? (feat. Drake) de Rihanna (2010)
- S&M de Rihanna (2010)
- Fading de Rihanna (2010)
- Complicated de Rihanna (2010)
- Grammy (feat. elle-même) de Soulja Boy (2010)
- Turn It Up (feat. Usher) de Ciara (2010)
- Right There de Nicole Scherzinger (2011)
- Wet de Nicole Scherzinger (2011)
- (Drop Dead) Beautiful (feat. Sabi) de Britney Spears (2011)
- Selfish de Britney Spears (2011)
- Super Bass de Nicki Minaj (2011)
- Start Over de Beyoncé (2011)
- Countdown de Beyoncé (2011)
- This Time de Pia Toscano (2011)
- I'm Dat Chick de Kelly Rowland (2011)
- Lay It on Me (feat. Big Sean) de Kelly Rowland (2011)
- Mr. Know It All de Kelly Clarkson (2011)
- You da One de Rihanna (2011)
- Where Have You Been de Rihanna (2011)
- Talk That Talk (feat. Jay-Z) de Rihanna (2011)
- We All Want Love de Rihanna (2011)
- Drunk on Love de Rihanna (2011)
- Roc Me Out de Rihanna (2011)
- Farewell de Rihanna (2011)
- Turn Me On (feat. Nicki Minaj) de David Guetta (2011)
- Right by My Side (feat. Chris Brown) de Nicki Minaj (2012)
- Beautiful Sinner de Nicki Minaj (2012)
- Lost in Paradise de Rihanna (2012)
- Come and Get It de Selena Gomez (2013)
- Pills N Potions de Nicki Minaj (2014)
- All Things Go de Nicki Minaj (2014)
- I Lied de Nicki Minaj (2014)
- I Love You de Chris Brown

## Filmographie

### Cinéma
- 2011 : Rio de Carlos Saldanha : garçon dans la gondole (voix)
- 2012 : L'Âge de glace 4 de Steve Martino et Michael Thurmeier : sirène (voix)
- 2012 : The Hit Girls (Pitch Perfect) de Jason Moore : Cynthia Rose
- 2015 : Pitch Perfect 2 d'Elizabeth Banks : Cynthia Rose
- 2017 : Pitch Perfect 3 de Trish Sie : Cynthia Rose
- 2020 : Les Trolls 2 : Tournée mondiale de Walt Dohrn : Legsly (voix)

### Télévision
- 2016 : Crazy Ex-Girlfriend (série télévisée) : cliente de Connie

## Émissions de télévision
- 2016 : RuPaul's Drag Race (saison 8) : elle-même, juge invitée
- depuis 2019 : Songland (en) : elle-même, juge